# William T. Golden

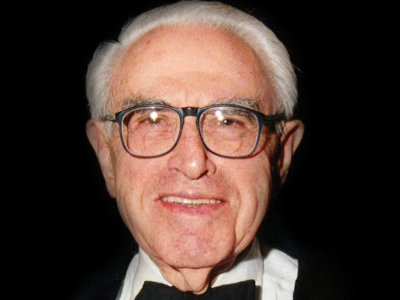
William T. Golden

William Theodore Golden (* 25. Oktober 1909 in New York City; † 7. Oktober 2007 ebenda) war ein einflussreicher US-amerikanischer Wissenschaftsberater, der mit seinem als Investmentbanker erlangten Vermögen zahlreiche Institutionen finanziell und organisatorisch unterstützte.

## Leben
Golden studierte an der University of Pennsylvania und machte 1930 seinen Bachelor-Abschluss in Biologie und Englisch. Anschließend besuchte er für ein Jahr die Harvard Graduate School of Business Administration und ging 1931 an die Wall Street, wo er ein erfolgreicher Investmentbanker wurde. Während des Zweiten Weltkrieges leistete er seinen Armeedienst bei der US Navy.
Nach Kriegsende arbeitete er unter Lewis Strauss bei der United States Atomic Energy Commission. Nach dem Beginn des Koreakrieges wurde Golden im Oktober 1950 von US-Präsident Truman zum Sonderberater des Direktors des Bureau of Budget ernannt.
Truman stand unter Druck, die Tätigkeit des im Dezember 1947 aufgelösten Office of Scientific Research and Development zu reaktivieren. Goldens Aufgabe war es, die Organisation und Durchführung wissenschaftlicher Forschungs- und Entwicklungsaktivitäten der US-Regierung zu überprüfen. Seine Vorschläge unterbreitete er in verschiedenen Memoranden. In seinem Memorandum vom 18. Dezember 1950 Mobilization of Science for War: A Scientific Adviser to the President schlug er Truman zur Koordinierung der Tätigkeit verschiedener Bundesbehörden die Position eines ständigen Wissenschaftsberaters (Science Advisor) des Präsidenten vor. Truman stimmte diesem Vorschlag zu. Golden war in der Folgezeit bestrebt, die Befürchtungen von Wissenschaftlern über eine zu enge Verbindung des Militärs mit großen Forschungsorganisationen (z. B. National Science Foundation, NSF) zu zerstreuen. Auf seine Empfehlung wurde Alan T. Waterman erster Direktor der NSF.
In den 1950er Jahren begann er, zahlreiche Wissenschaftsorganisationen und Bildungseinrichtungen finanziell und organisatorisch zu unterstützen. Darunter waren die American Association for the Advancement of Science, die New York Academy of Sciences, die Carnegie Institution of Washington, das Mount Sinai Medical Center, das Barnard College und viele andere. Zuletzt war er Chairman emeritus des American Museum of Natural History.
Golden erhielt viele Auszeichnungen und Ehrungen. 1995 wurde er mit der Benjamin Franklin Medal for Distinguished Public Service der American Philosophical Society ausgezeichnet, deren Mitglied er seit 1982 und deren Vizepräsident er von 1992 bis 1998 war. 1996 erhielt er die Public Welfare Medal der National Academy of Sciences und 2001 den Lifetime Achievement Award der American Association for the Advancement of Science. 1984 wurde er in die American Academy of Arts and Sciences aufgenommen. Er war unter anderem Ehrendoktor des Bard College, der University of Pennsylvania und der Columbia University.
Er starb 97-jährig im Mount Sinai Hospital in New York City.
Der Asteroid (4423) Golden wurde nach ihm benannt.

## Schriften (Auswahl)
- William T. Golden (Hrsg.): Science and Technology Advice to the President, Congress, and Judiciary. 2. Auflage. Routledge, London, New York 2017, ISBN 978-1-56000-829-3.
- William T. Golden (Hrsg.): Worldwide Science and Technology Advice to the Highest Levels of Governments. Pergamon Press, New York, Oxford u. a. 1991, ISBN 0-08-040407-3, S. 400.